# Ward-Leonardschakeling
Een Ward-Leonardschakeling (of Ward-Leonardgroep) wordt ingezet om een aandrijving om te zetten in een regelbare gelijkspanning voor elektromotoren van hoog vermogen. Ze is genoemd naar zijn uitvinder, de Amerikaanse elektrotechnicus Harry Ward Leonard. Na de introductie in 1891 werd het één van de meest gebruikte systemen voor de snelheidsregeling van elektromotoren. Tot de ontwikkeling van vermogenshalfgeleiders zoals de thyristor was de Ward-Leonardschakeling de enige manier om grote aandrijvingen met variabele snelheid te realiseren die gevoed werden met een driefasenstroom.
Deze schakeling is een klassiek voorbeeld van een roterende omvormer en is tegenwoordig volledig verdrongen door via vermogenselektronica aangestuurde elektromotoren.

## Principe
Bij een Ward-Leonardschakeling is er een motor die een generator aandrijft. Het vermogen van deze generator wordt gebruikt om opnieuw een motor aan te drijven met regelbare snelheid. De bedoeling van de constructie is een zeer soepele regeling van het toerental te bekomen. De snelheid van een gelijkstroommotor kan er soepel mee gevarieerd worden en ook omgekeerd.
De primaire aandrijving kan een dieselmotor of stoomturbine zijn maar is meestal een wisselstroommotor. Die primaire motor drijft direct een gelijkstroomgenerator aan voor de voeding van een gelijkstroommotor. De primaire motor drijft ook een bekrachtigingsgenerator aan voor beide gelijkstroommachines. Met een variabele weerstand kan het vermogen van de bekrachtigingsspanning geregeld worden. Het veld en dus de uitgangsspanning van een gelijkstroomgenerator evenals het veld van de motor kan zo geregeld worden. Aangezien de snelheid van een gelijkstroommotor wordt bepaald door de geleverde spanning kan hierdoor de snelheid van de gelijkstroommotor gevarieerd worden en kan die ook omgekeerd worden. 

Ward-Leonardschakeling

In het afgebeelde schema heeft de Ward-Leonardschakeling een driefasige wisselstroommotor (M). De gelijkstroomgenerator (GG) levert de ankerspanning (Ua) van de gelijkstroommotor (GM), die de last aandrijft en waarvan de bekrachtiging afzonderlijk geregeld kan worden. De bekrachtigingsgenerator (BG) is een tweede generator die de bekrachtigingsvelden van de gelijkstroommachines levert.
De bekrachtiging van de gelijkstroomgenerator kan ingesteld worden met een omkeerweerstand (OR). Door de stroom (Ib) in het bekrachtigingsveld van de generator met die omkeerveldregelweerstand (OR) te regelen, verandert de uitgangsspanning van de generator. Deze uitgangs- of ankerspanning (Ua) wordt direct aangeboden aan het anker van de motor. Het veld ook kan omgepoold worden om een negatieve spanning te leveren. 
Door het bekrachtigingsveld van de motor constant te houden is het toerental (n) van de motor alleen afhankelijk van de ankerspanning.
{\displaystyle n\approx c_{m}\cdot U_{a}\approx c_{m}\cdot c_{g}\cdot I_{b}}
n = toerental motor

Omkeerveldregelweerstand

cm = constante (bekrachtiging) motor
Ua = ankerspanning tussen generator & motor
cg = constante (toerental) generator
Ib = bekrachtigingsstroom generator
Door het bekrachtigingsveld in een regelkring op te nemen kan er een automatisch geregelde aandrijving worden gerealiseerd. Door de richting van het bekrachtigingsveld om te draaien, verandert de draairichting van de motor. Hierdoor is een vierkwadrantenbedrijf mogelijk.

## Voorbeeld van een Ward-Leonardgroep
Het afgebeelde omvormergedeelte van een Ward-Leonardschakeling bestaat uit:

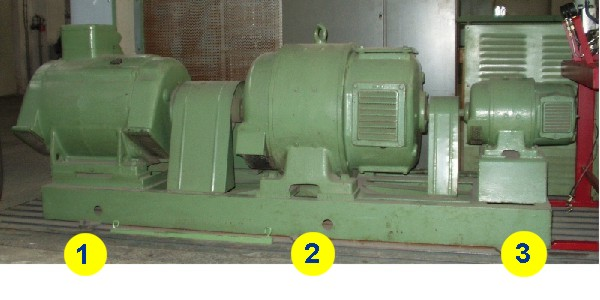

- Primaire aandrijving (1), een wisselstroommotor
- Gelijkstroomgenerator (2),
- Bekrachtigingsgenerator (3), een kleine gelijkstroomgenerator voor de opwekking van de bekrachtigingsspanning voor (2)

## Voordelen
Ondanks de machines die extra nodig zijn heeft de Ward-Leonardschakeling toch belangrijke voordelen:
- Generator kan aangedreven worden door een stoommachine, verbrandingsmotor of via een motor gevoed uit een driefasen wisselstroomnet
- Soepele snelheidsregeling van de gelijkstroommotor over een breed bereik en in beide richtingen
- Door het regelen van de generatorspanning beheerst men niet alleen de snelheid onder alle omstandigheden, maar deze snelheid is ook onafhankelijk van de lasten en gelijkblijvend voor de ingestelde waarde.
- Een eigen remvermogen
- Het systeem is energiezuiniger (minder warmteverliezen) dan wanneer er voorschakelweerstanden worden toegepast. Dit ondanks de extra verliezen in generatoren en draaistroommotor.
- Met het systeem kan remenergie teruggeleverd worden aan het elektriciteitsnet. Dit principe wordt recuperatief remmen genoemd.

## Ilgner-omvormer
De Ilgner-omvormer, genoemd naar zijn uitvinder Karl Ilgner, is gebaseerd op hetzelfde principe als de Ward-Leonardschakeling. Het bijzondere is alleen een groot vliegwiel, die aan de draaistroommotor is gekoppeld. Deze vliegwielmassa slaat kinetische energie op die zorgt dat stoten in de belasting worden opgevangen, zoals bijvoorbeeld bij aandrijvingen van walsen in staalfabrieken. Hiermee worden sterke fluctuaties in de voedingsstroom voorkomen.

## Toepassing
Vanaf de jaren 1920 tot de jaren 1980 gebruikten de meeste elektrisch aangedreven liften een Ward-Leonardschakeling. 

Ward-Leonardschakelingen kenden een brede toepassing voor de snelheidsregeling als het grotere vermogens betrof:
- Aandrijving van walsen in staalfabrieken. De plaat wordt versneld en vertraagd in beide richtingen.
- Daar waar grote nauwkeurigheid met hoge vermogens wordt vereist, zoals bij liften, kranen en hijswerktuigen.
- Ophaalinstallaties bij steenkoolmijnen, grote bruggen.
- Aandrijving van papierbanen in papierfabrieken.
- Dieselelektrische aandrijvingen in treinen en op schepen.

## Galerij

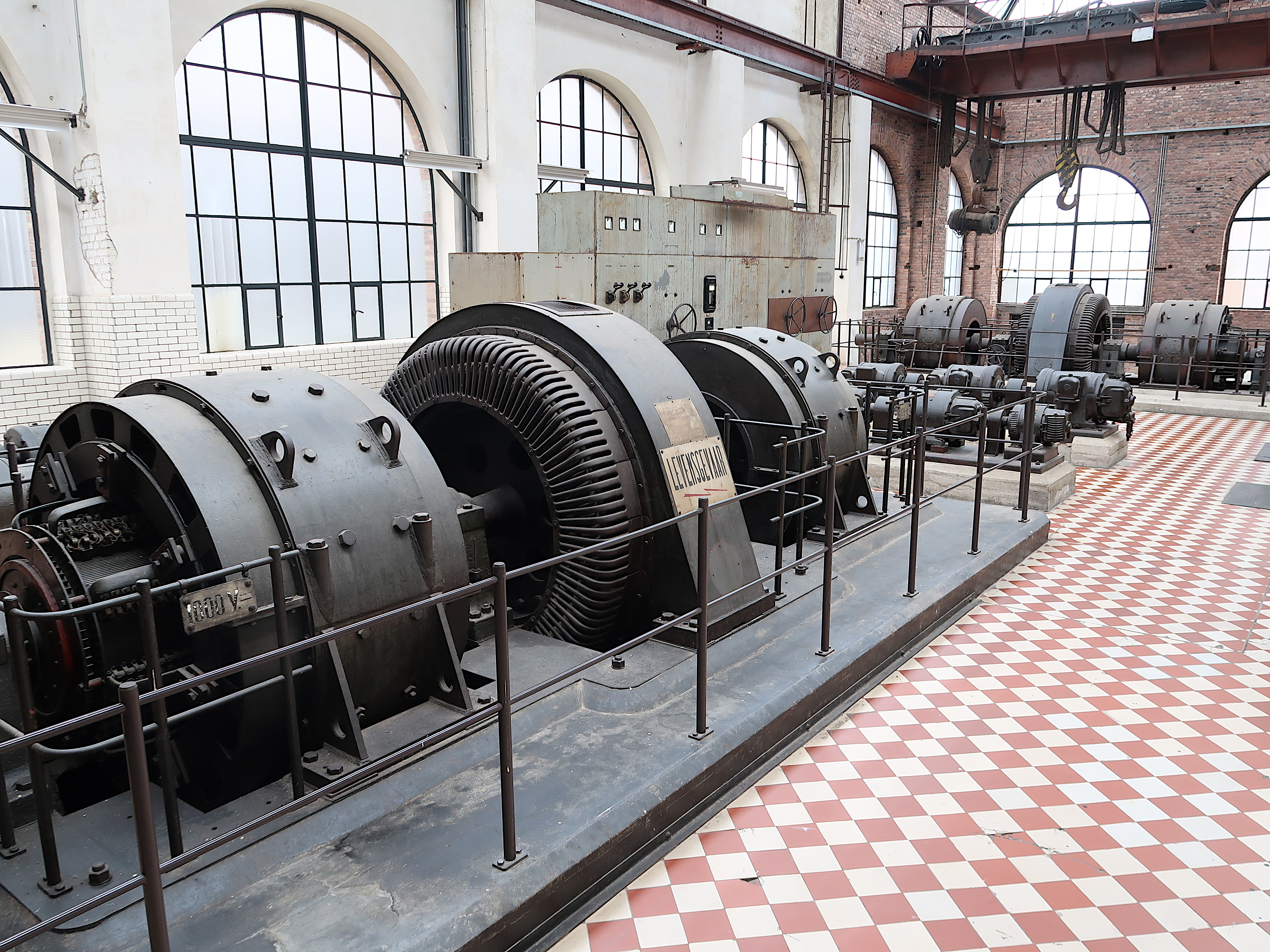
Ward-Leonardgroepen voor ophaalmachines van Steenkoolmijn van Winterslag (België)
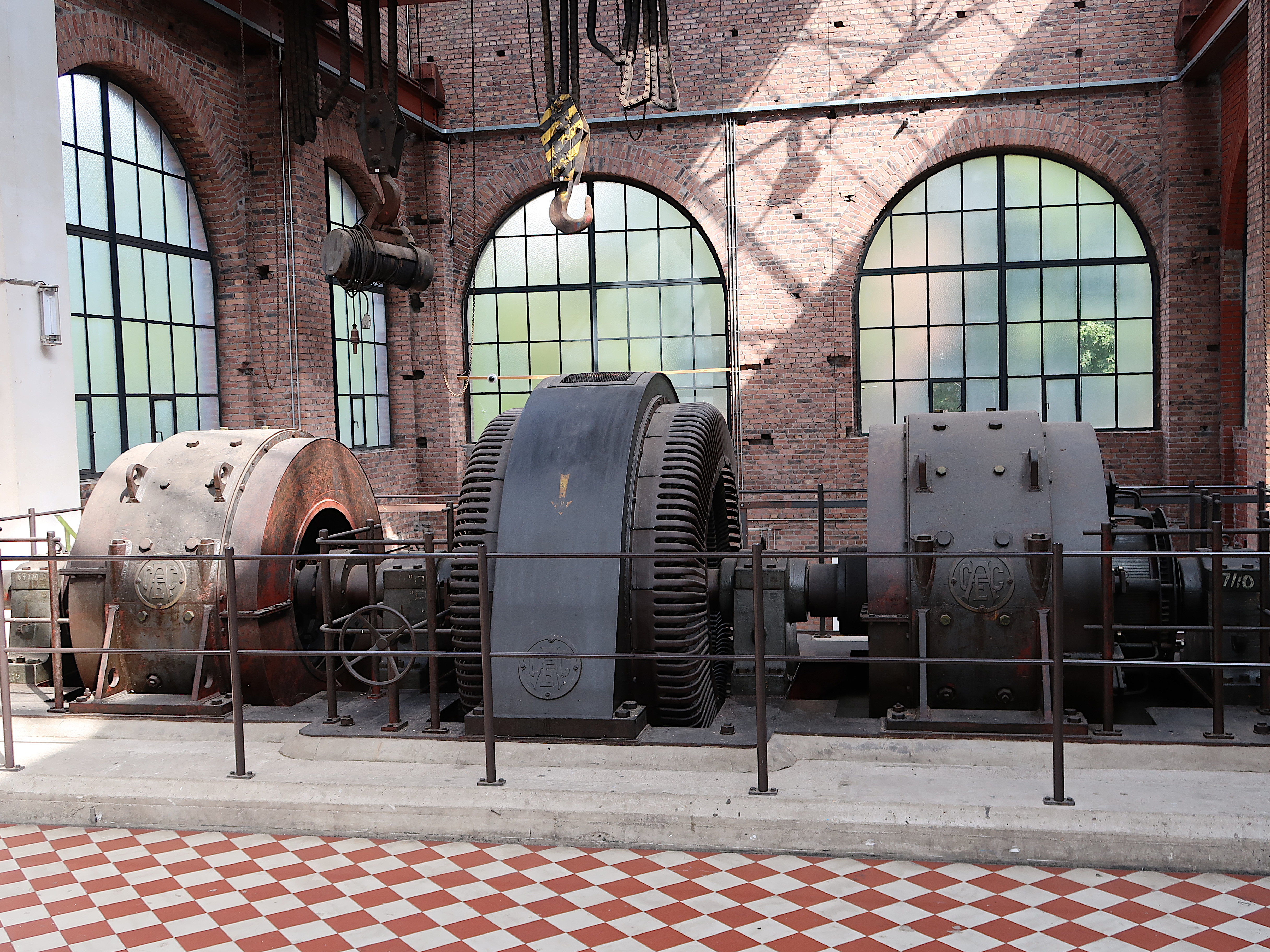
ACEC Ward-Leonardgroep bij Schacht 1 Steenkoolmijn van Winterslag